# 法隆寺金堂壁畫

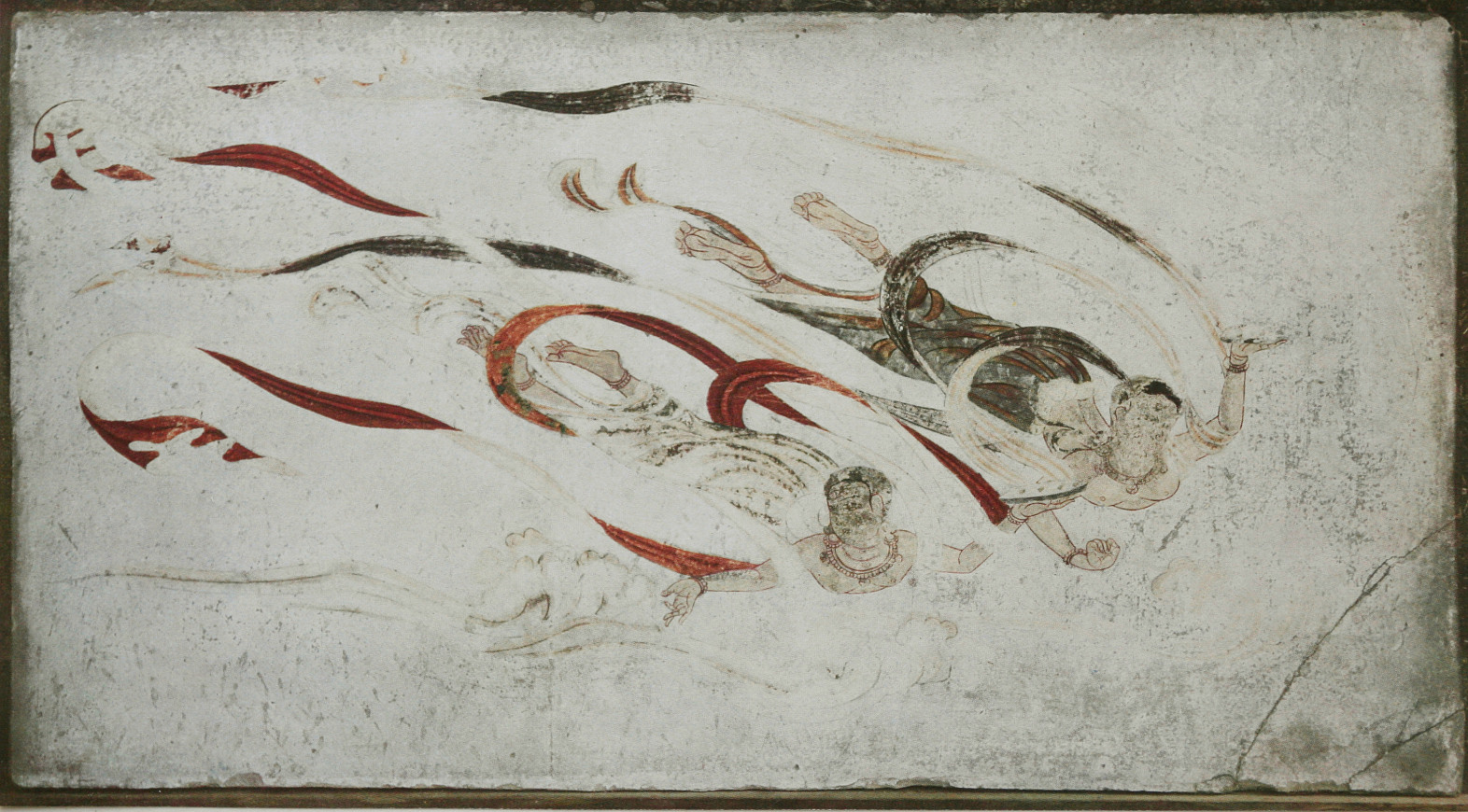
金堂壁畫中的飛天

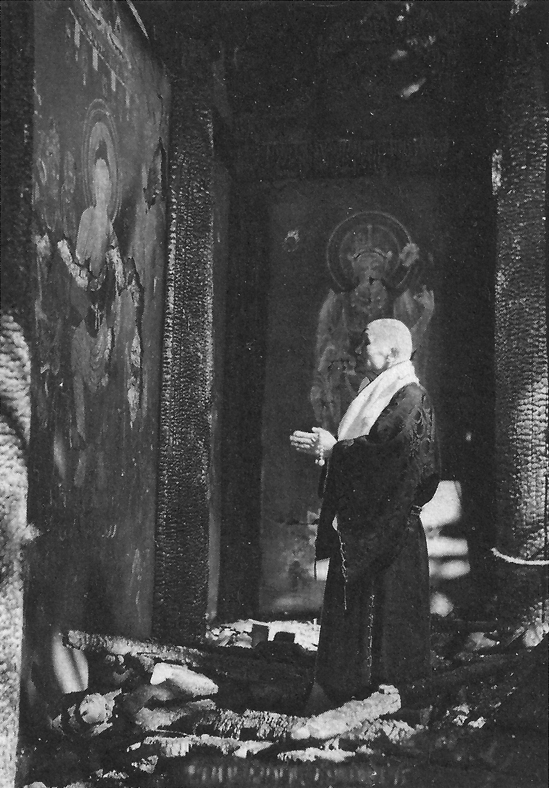
法隆寺住持佐伯定胤在被烧毁的壁画前合十（1949年1月26日拍摄）

金堂壁畫是日本奈良縣生驹郡斑鸠町法隆寺中的金堂壁上之佛教繪畫。

## 历史
因為無可靠歷史文獻記載，作者不明，大約繪於7世紀末。它遵循了釋迦佛净土、阿彌陀佛净土、彌勒佛净土、藥師佛净土等佛教神話，分別繪製在金堂四面大壁的12面墙壁上。與印度阿旃陀石窟壁畫、中國敦煌莫高窟壁畫同為古代亞洲佛教繪畫的代表。
1949年1月26日，一場不明原因的火災致使法隆寺金堂壁畫被燒毀，直接促成日本制定《文化遺產保護法》。

## 壁画全图

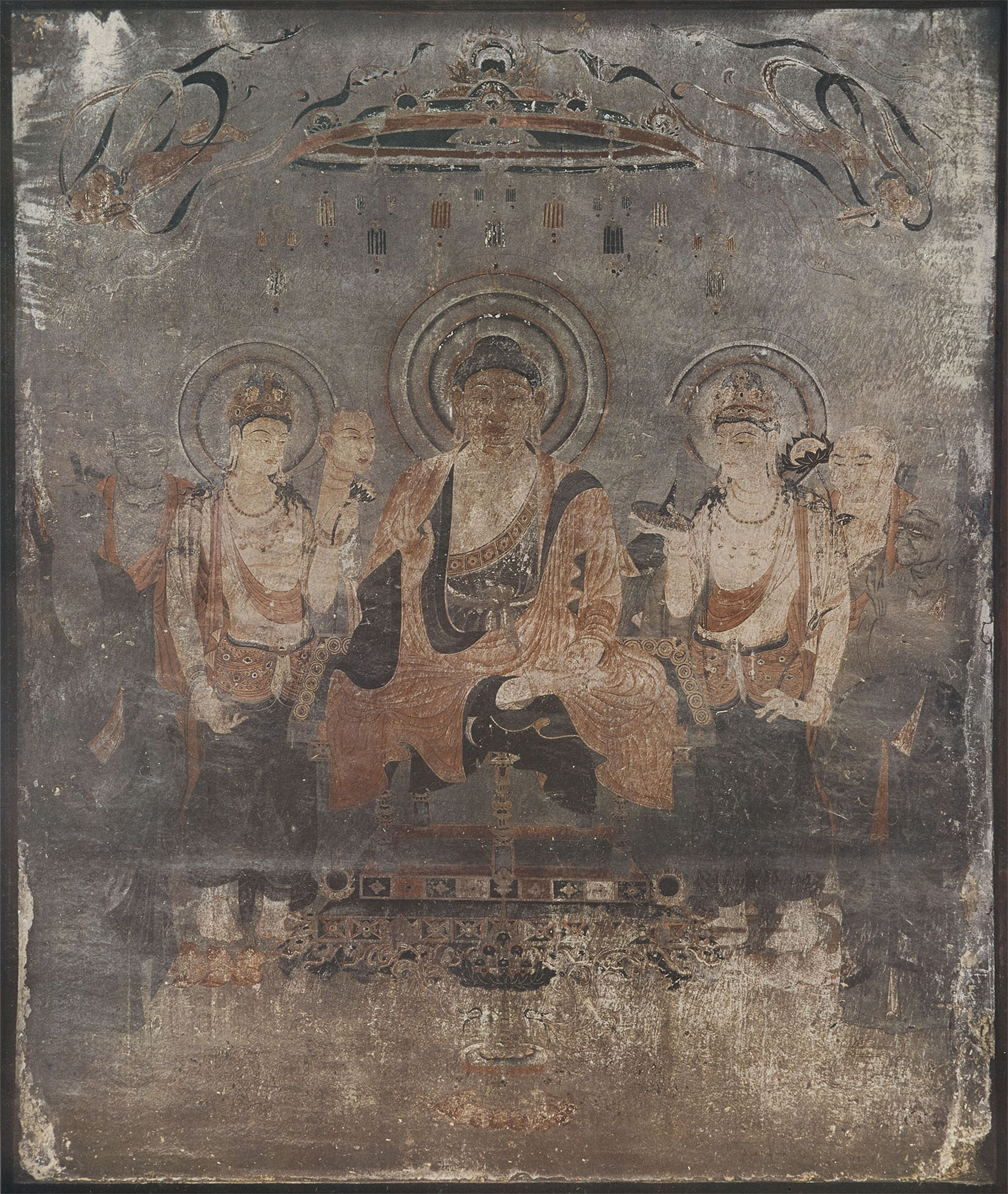
第1号壁《释迦净土图》
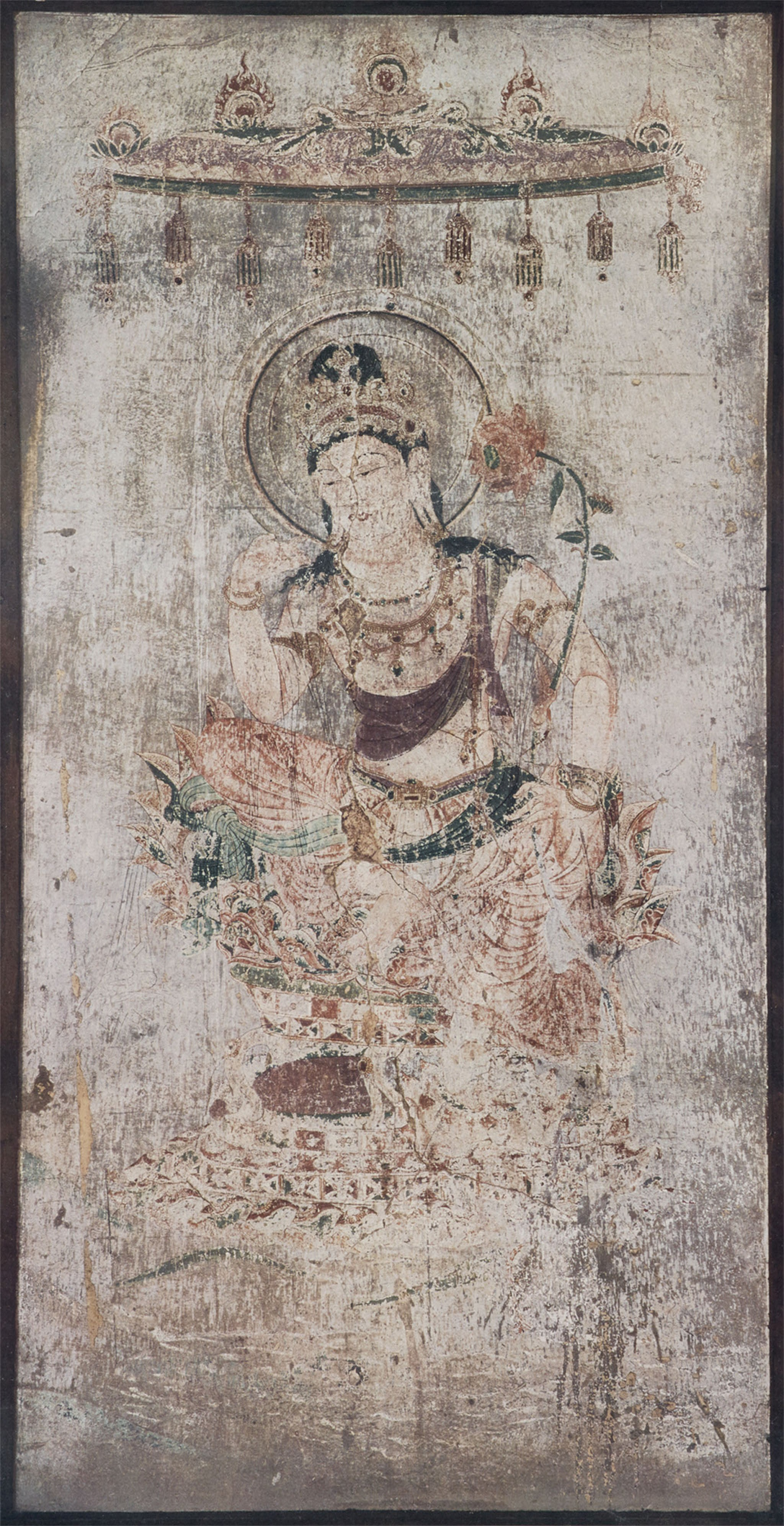
第2号壁《菩萨像》
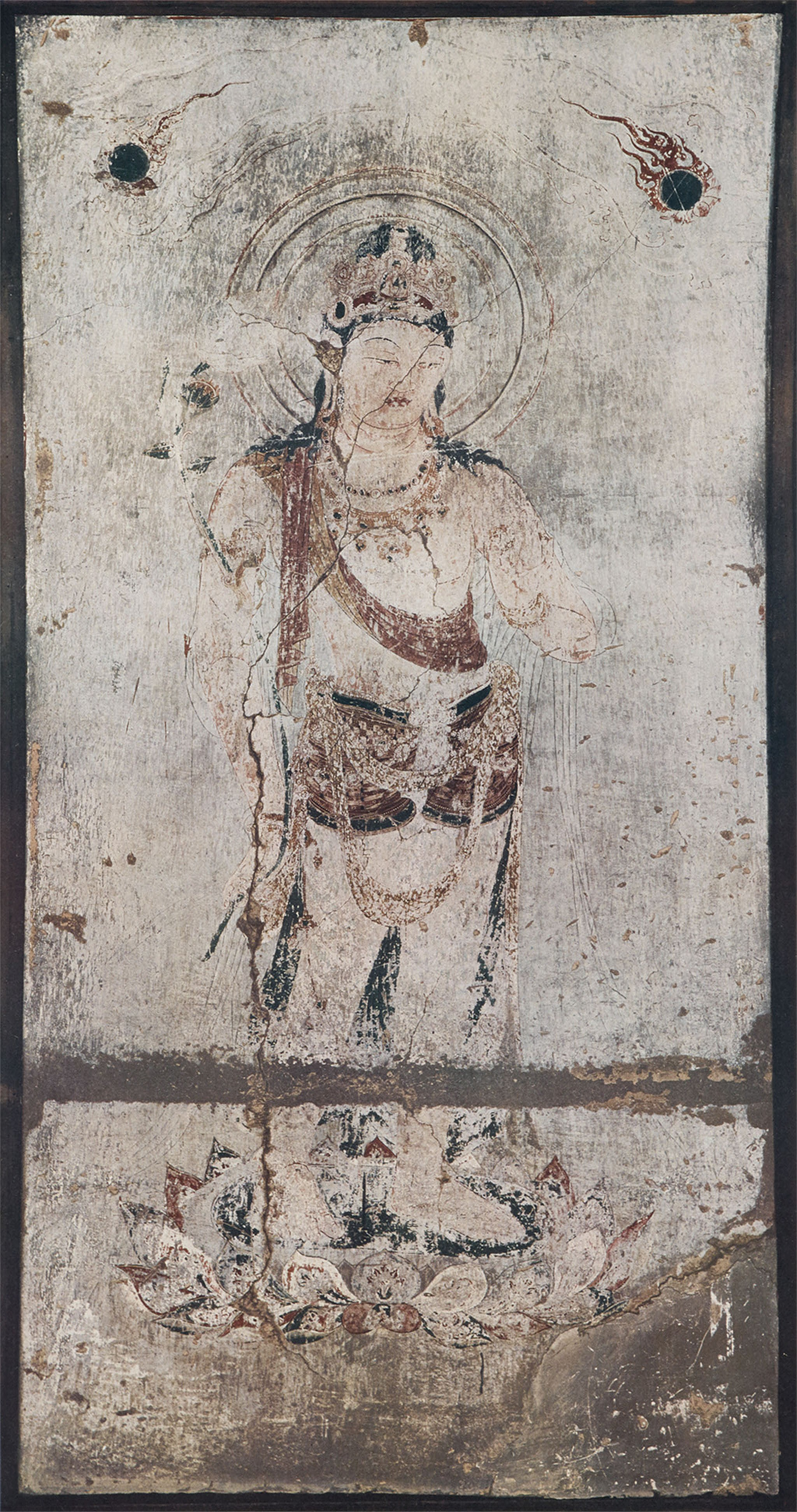
第3号壁《观音菩萨像》
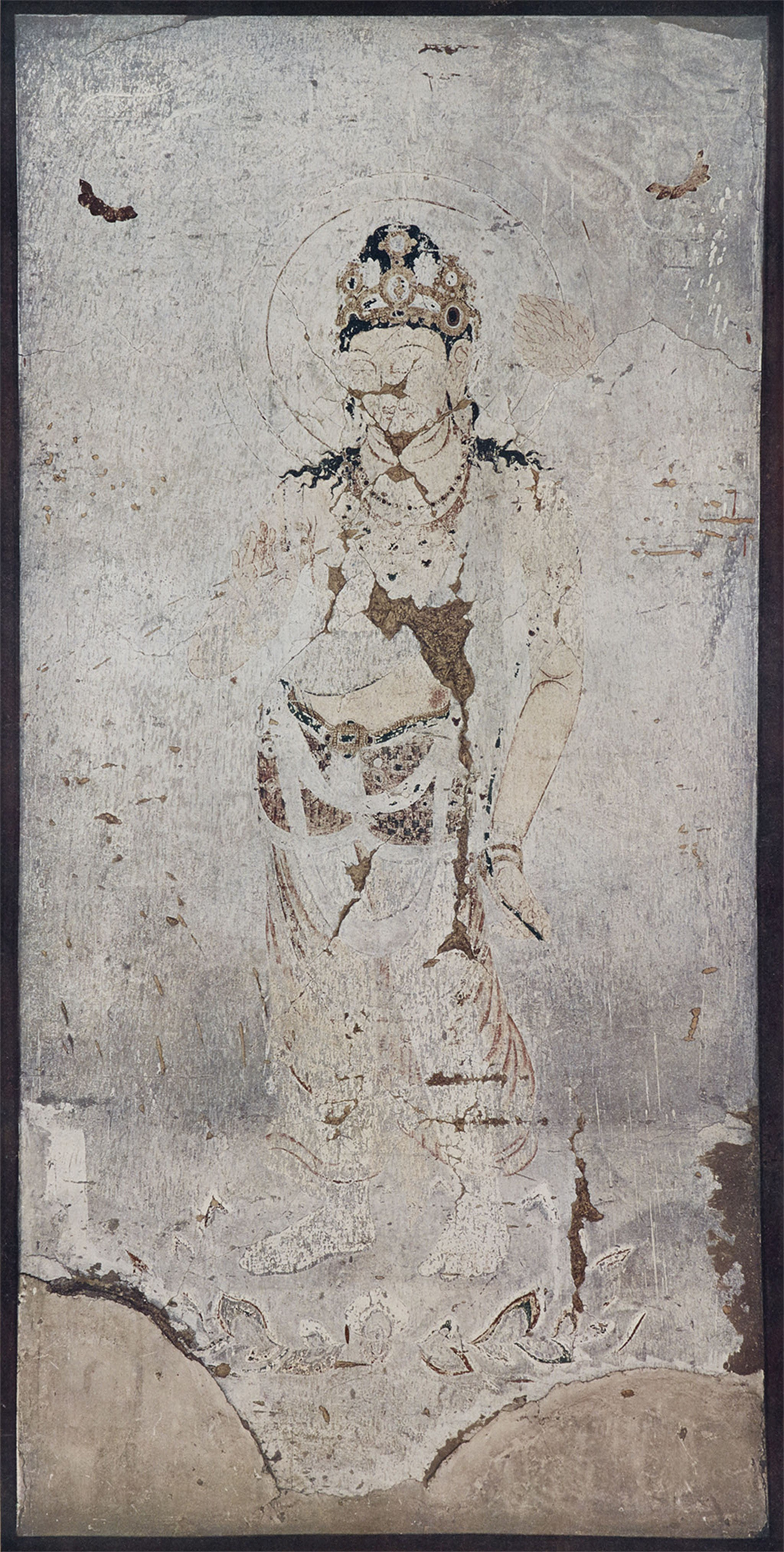
第4号壁《大势至菩萨像》
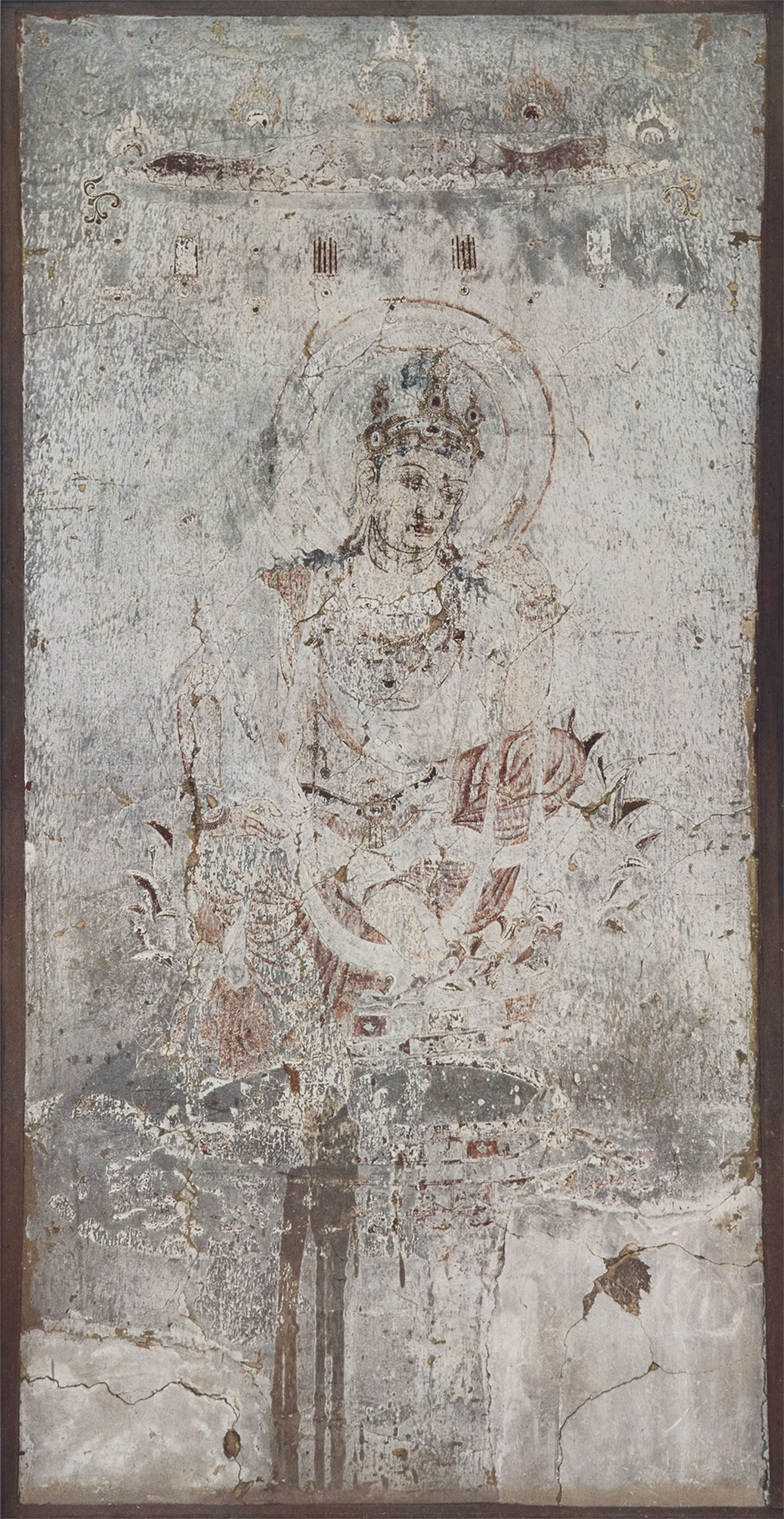
第5号壁《菩萨像》
第6号壁《阿弥陀净土图》
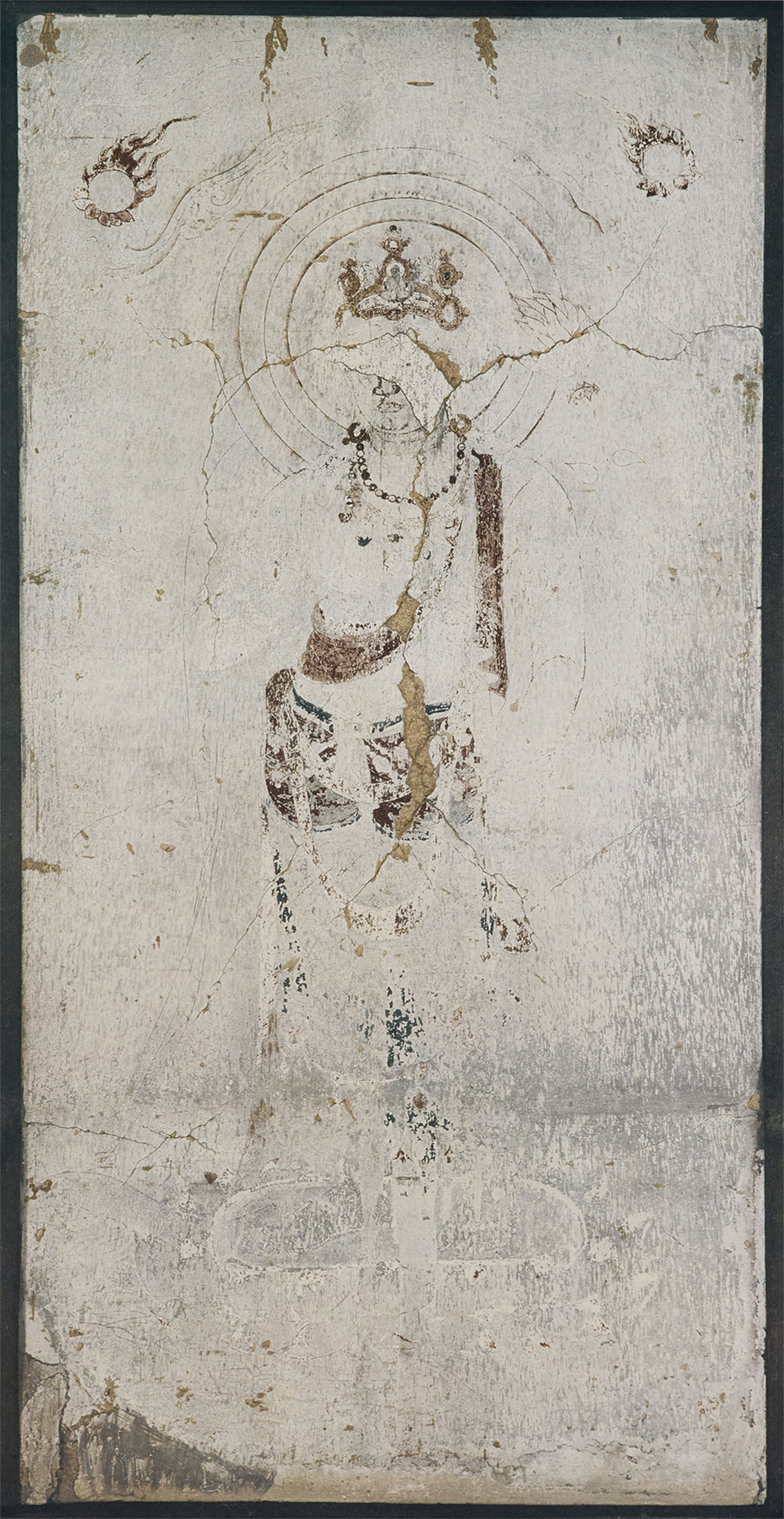
第7号壁《观音菩萨像》
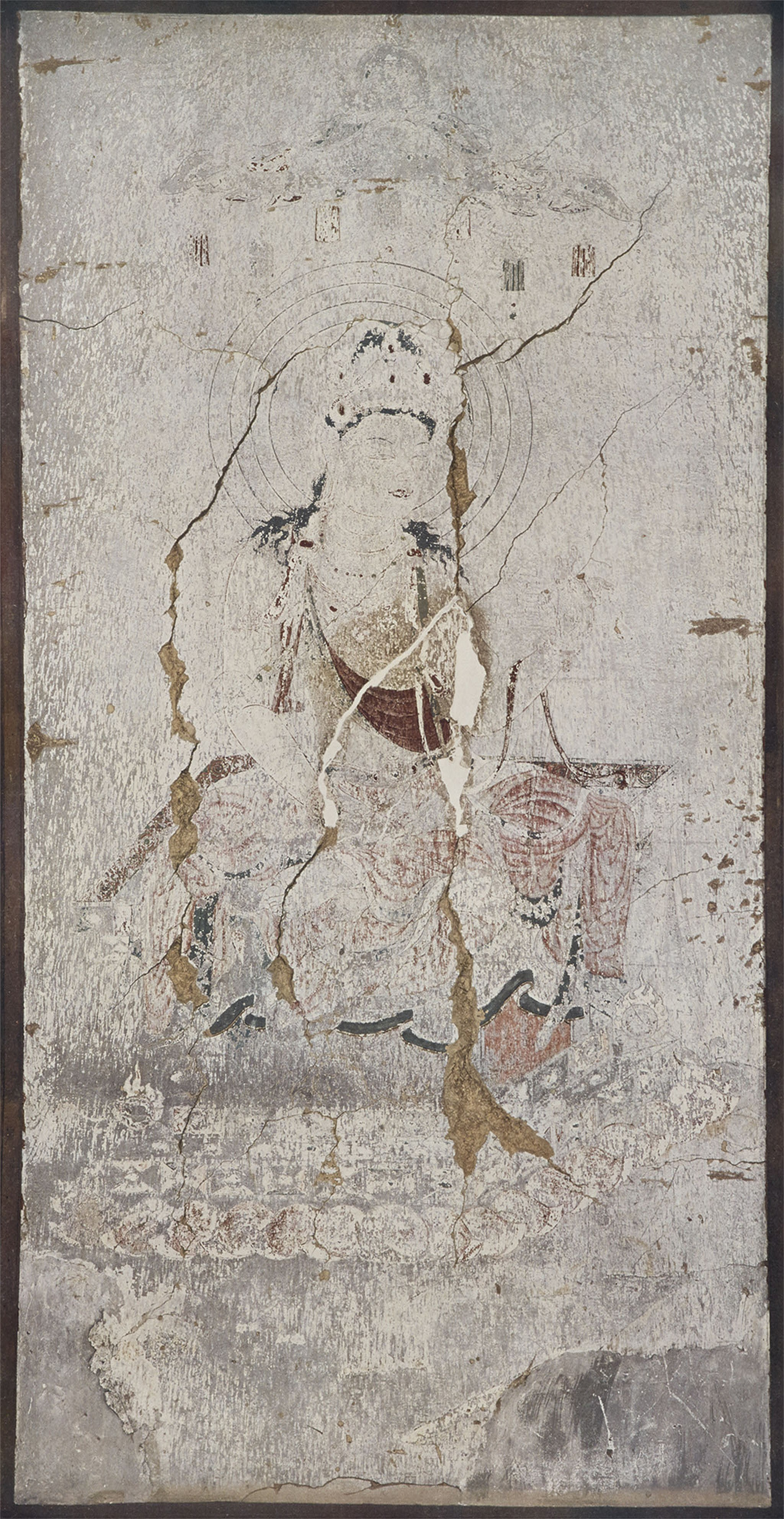
第8号壁《文殊菩萨像》
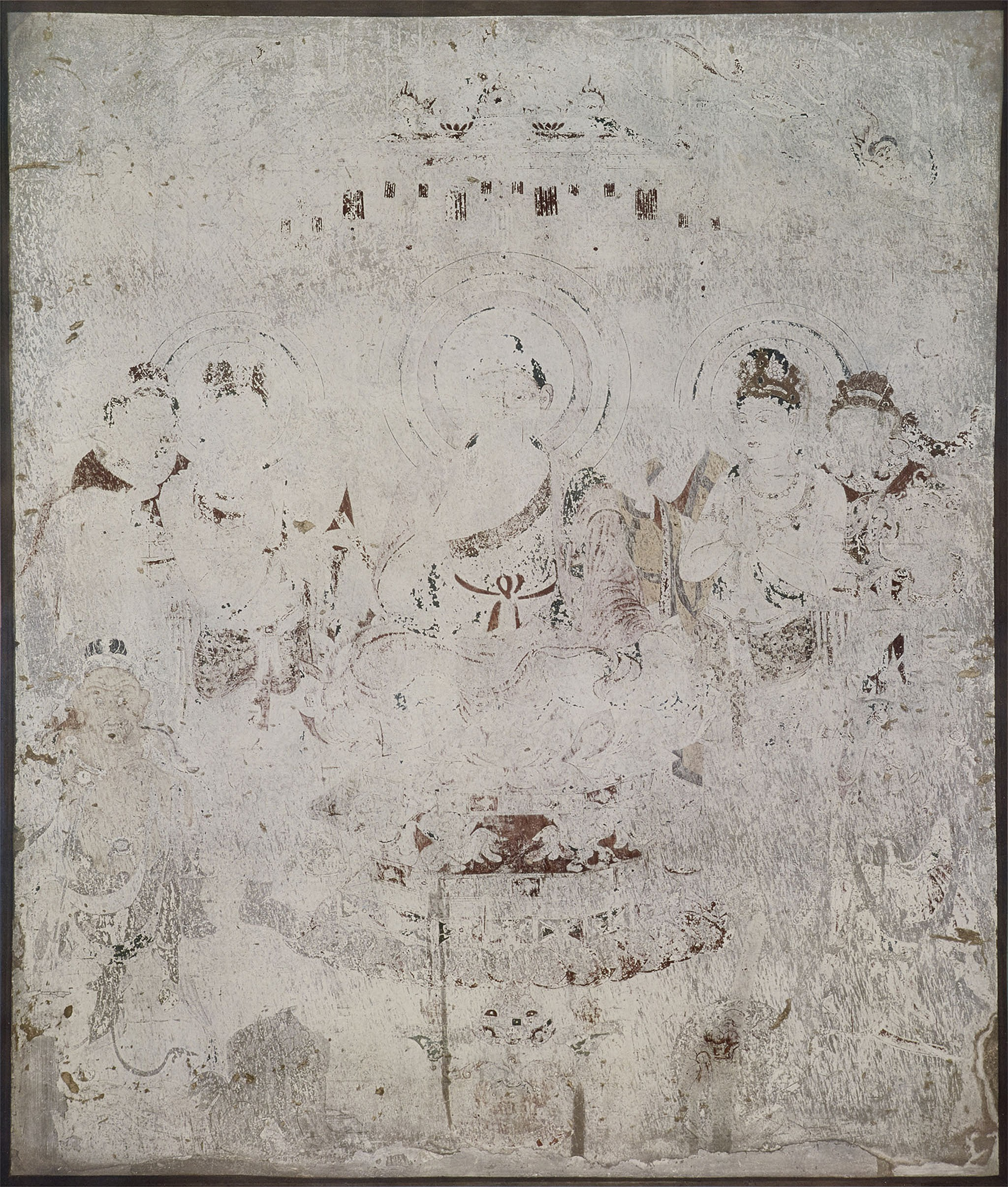
第9号壁《弥勒净土图》
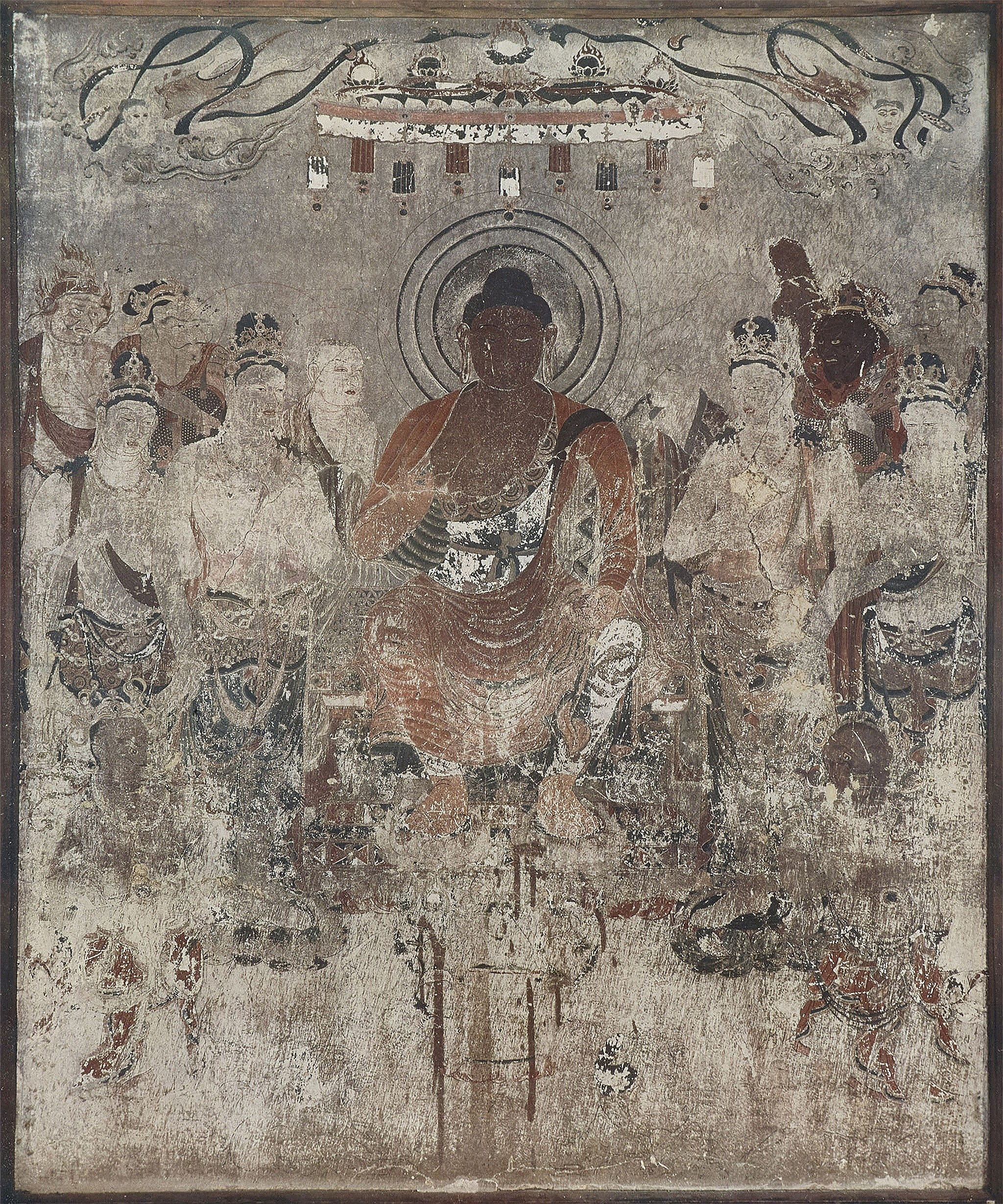
第10号壁《药师净土图》
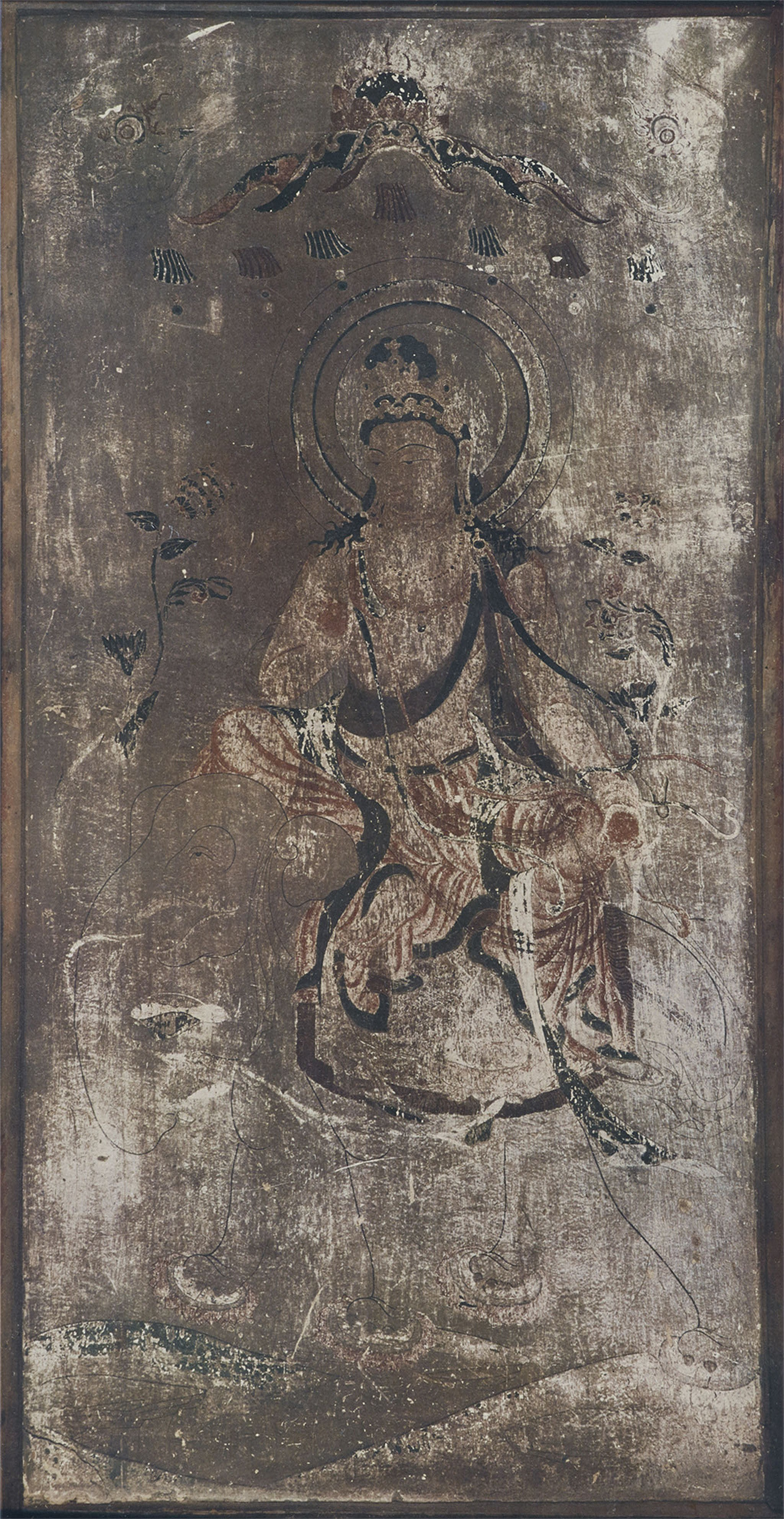
第11号壁《普贤菩萨像》
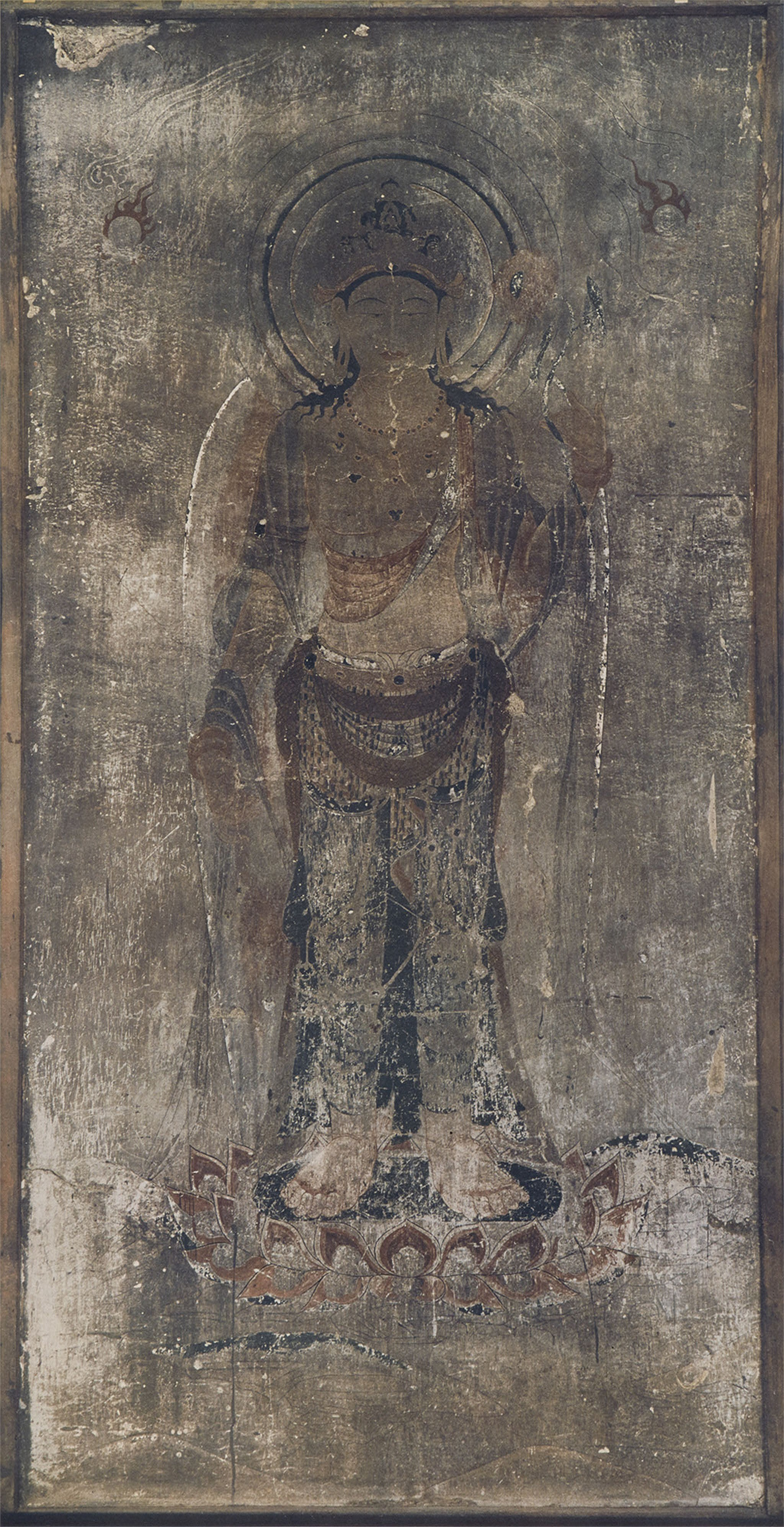
第12号壁《十一面观音像》